# Liste der nationalen Basketballverbände in Asien
Diese Liste ist eine Aufstellung von Basketballverbänden in Asien. 
Zusätzlich ist das Beitrittsjahr zur FIBA und die "Subzone / Regionalzone"  und teilweise der Wikipedia-Link zur Herren-Nationalmannschaft oder der Damen-Nationalmannschaft des Landes angegeben. 
Hinweis an Admin: Diese Liste könnte man auch in die FIBA-Asien-Seite integrieren. Andererseits hat der Ersteller der FIBA Asien-Seite sich auch Mühe gegeben.
| Land                         | Verband                                           | Basketballnationalmannschaft der Herren              | Basketballnationalmannschaft der Damen                  | FIBA Mitgliedschaft seit | Zone  |
| ---------------------------- | ------------------------------------------------- | ---------------------------------------------------- | ------------------------------------------------------- | ------------------------ | ----- |
| Kasachstan                   | Kazakhstan Basketball Federation                  | Kasachische Basketballnationalmannschaft             | Kasachische Basketballnationalmannschaft der Damen      | 1992                     | CABA  |
| Kirgistan                    | Kyrgyz Basketball Federation                      | Kirgisische Basketballnationalmannschaft             | Kirgisische Basketballnationalmannschaft der Damen      | 1992                     | CABA  |
| Tadschikistan                | Tajikistan Basketball Federation                  |                                                      |                                                         | 1994                     | CABA  |
| Turkmenistan                 | Turkmenistan Basketball Federation                | Turkmenische Basketballnationalmannschaft            | Turkmenische Basketballnationalmannschaft der Damen     | 1998                     | CABA  |
| Usbekistan                   | Basketball Federation of Uzbekistan               | Usbekische Basketballnationalmannschaft              | Usbekische Basketballnationalmannschaft der Damen       | 1992                     | CABA  |
| Volksrepublik China          | Chinese Basketball Association                    | Chinesische Basketballnationalmannschaft             | Chinesische Basketballnationalmannschaft der Damen      | 1974                     | EABA  |
| Taiwan                       | Chinese Taipei Basketball Association             | Taiwanische Basketballnationalmannschaft             | Taiwanische Basketballnationalmannschaft der Damen      | 1981                     | EABA  |
| Hong Kong                    | Hong Kong Basketball Association                  | Basketballnationalmannschaft von Hongkong            | Basketballnationalmannschaft der Damen von Hongkong     | 1957                     | EABA  |
| Japan                        | Japan Basketball Association                      | Japanische Basketballnationalmannschaft              | Japanische Basketballnationalmannschaft der Damen       | 1936                     | EABA  |
| Macau                        | Macau–China Basketball Association                |                                                      |                                                         | 1979                     | EABA  |
| Mongolei                     | Mongolian Basketball Association                  | Mongolische Basketballnationalmannschaft             | Mongolische Basketballnationalmannschaft der Damen      | 2000                     | EABA  |
| Nordkorea                    | Amateur Basketball Association of DPR of Korea    | Nordkoreanische Basketballnationalmannschaft         | Nordkoreanische Basketballnationalmannschaft der Damen  | 1947                     | EABA  |
| Südkorea                     | Korea Basketball Association                      | Südkoreanische Basketballnationalmannschaft          | Südkoreanische Basketballnationalmannschaft der Damen   | 1947                     | EABA  |
| Bahrain                      | Bahrain Basketball Association                    | Bahrainische Basketballnationalmannschaft            |                                                         | 1975                     | GBA   |
| Kuwait                       | Kuwait Basketball Association                     | Kuwaitische Basketballnationalmannschaft             | Kuwaitische Basketballnationalmannschaft der Damen      | 1959                     | GBA   |
| Oman                         | Oman Basketball Association                       |                                                      |                                                         | 1987                     | GBA   |
| Katar                        | Qatar Basketball Federation                       | Katarische Basketballnationalmannschaft              | Katarische Basketballnationalmannschaft der Damen       | 1977                     | GBA   |
| Saudi-Arabien                | Saudi Arabian Basketball Federation               | Saudi-arabische Basketballnationalmannschaft         | Saudi-arabische Basketballnationalmannschaft der Damen  | 1964                     | GBA   |
| Vereinigte Arabische Emirate | United Arab Emirates Basketball Association       |                                                      |                                                         | 1976                     | GBA   |
| Afghanistan                  | Afghanistan National Basketball Federation (ANBF) | Afghanische Basketballnationalmannschaft             | Afghanische Basketballnationalmannschaft der Damen      | 1968                     | SABA  |
| Bangladesh                   | Bangladesh Basketball Federation                  |                                                      |                                                         | 1978                     | SABA  |
| Bhutan                       | Bhutan Basketball Federation                      |                                                      |                                                         | 1983                     | SABA  |
| Indien                       | Basketball Federation of India                    | Indische Basketballnationalmannschaft                | Indische Basketballnationalmannschaft der Damen         | 1936                     | SABA  |
| Malediven                    | Maldives Basketball Association                   | Maledivische Basketballnationalmannschaft der Herren | Maledivische Basketballnationalmannschaft der Damen     | 1997                     | SABA  |
| Nepal                        | Nepal Basketball Association                      | Nepalesische Basketballnationalmannschaft            |                                                         | 2000                     | SABA  |
| Pakistan                     | Pakistan Basketball Federation                    | Pakistanische Basketballnationalmannschaft           | Pakistanische Basketballnationalmannschaft der Damen    | 1958                     | SABA  |
| Sri Lanka                    | Sri Lanka Basketball Federation                   |                                                      |                                                         | 1959                     | SABA  |
| Brunei                       | Brunei Basketball Association                     |                                                      |                                                         | 1970                     | SEABA |
| Kambodscha                   | Cambodia Basketball Federation                    |                                                      | Kambodschanische Basketballnationalmannschaft           | 1958                     | SEABA |
| Indonesien                   | Indonesian Basketball Association (PERBASI)       | Indonesische Basketballnationalmannschaft            | Indonesische Basketballnationalmannschaft der Damen     | 1954                     | SEABA |
| Laos                         | Fédération de Basketball du Laos                  | Laotische Basketballnationalmannschaft               |                                                         | 1965                     | SEABA |
| Malaysia                     | Malaysia Basketball Association                   | Malaysische Basketballnationalmannschaft             | Malaysische Basketballnationalmannschaft der Damen      | 1957                     | SEABA |
| Myanmar                      | Myanmar Basketball Federation                     |                                                      |                                                         | 1949                     | SEABA |
| Philippinen                  | Samahang Basketbol ng Pilipinas                   | Philippinische Basketballnationalmannschaft          | Philippinische Basketballnationalmannschaft der Damen   | 1936                     | SEABA |
| Singapur                     | Basketball Association of Singapore               | Singapurische Basketballnationalmannschaft           | Singapurische Basketballnationalmannschaft der Damen    | 1954                     | SEABA |
| Thailand                     | Basketball Sport Association of Thailand          | Thailändische Basketballnationalmannschaft           | Thailändische Basketballnationalmannschaft der Damen    | 1953                     | SEABA |
| Vietnam                      | Vietnam Basketball Federation                     | Vietnamesische Basketballnationalmannschaft          | Vietnamesische Basketballnationalmannschaft der Damen   | 1952                     | SEABA |
| Iran                         | Iran Basketball Federation                        | Iranische Basketballnationalmannschaft               | Iranische Basketballnationalmannschaft der Damen        | 1947                     | WABA  |
| Irak                         | Iraqi Basketball Federation                       | Irakische Basketballnationalmannschaft               | Irakische Basketballnationalmannschaft der Damen        | 1948                     | WABA  |
| Jordanien                    | Jordan Basketball Federation                      | Jordanische Basketballnationalmannschaft             | Jordanische Basketballnationalmannschaft der Damen      | 1957                     | WABA  |
| Libanon                      | Fédération Libanaise de Basketball                | Libanesische Basketballnationalmannschaft            | Libanesische Basketballnationalmannschaft der Damen     | 1947                     | WABA  |
| Palästina                    | Palestinian Basketball Federation                 | Palästinensische Basketballnationalmannschaft        | Palästinensische Basketballnationalmannschaft der Damen | 1963                     | WABA  |
| Syrien                       | Syrian Basketball Federation                      | Syrische Basketballnationalmannschaft                | Syrische Basketballnationalmannschaft der Damen         | 1947                     | WABA  |
| Jemen                        | Yemen Basketball Association (YBA)                | Jemenitische Basketballnationalmannschaft            | Jemenitische Basketballnationalmannschaft der Damen     | 1971                     | WABA  |